# Josef Vassillière

Josef Vassillière 1956

Josef Vassillière (* 27. November 1897 in Haaren; † 12. Oktober 1967 in Heilbronn) war ein deutscher Architekt.

## Leben
Vassillière wuchs in Haaren als Sohn des Schreinermeisters Philip Vassillière und dessen Frau Annemarie mit sieben Schwestern auf. Nach Teilnahme am Ersten Weltkrieg begann er 1918 in Aachen das Studium der Malerei, wechselte aber zu einem Architekturstudium an die Baugewerkschule Aachen. 1922 siedelte er nach Berlin um und war dort als Mitarbeiter bei Ludwig Mies van der Rohe tätig, der ebenfalls aus Aachen stammte. Hier erhielt er seine Prägung im Sinne des Bauhauses. Ende der 1920er Jahre trat er in Berlin als selbstständiger Architekt als Planer von Villen- und Kirchenbauten hervor. Auch unter dem Einfluss des Carl-Sonnenschein-Kreises hegte er eine tiefe Verachtung für das heraufkommende nationalsozialistische Regime, lehnte Aufträge und Angebote von Albert Speer ab und sah sich so 1939 gezwungen, sein Domizil in der Münchnowstraße 3 in Berlin-Nikolassee mit seiner Frau und zwei Kindern zu verlassen.
In der süddeutschen Stadt Bad Wimpfen erhielt er trotz fehlender Parteizugehörigkeit den Posten des Stadtbaumeisters und blieb dies bis Ende der 1940er Jahre. Die Arbeit in dieser alten Reichsstadt ließ ihn in die Rolle hineinwachsen, der er bis zum Ende seines Schaffens treu blieb, der Denkmalpflege. Er baute in der Nachkriegszeit ca. 60 Burgen, Schlösser und denkmalgeschützte Gebäude um, erstellte Anbauten und konnte so deren Erhalt gewährleisten. Die zahlreichen Villen, Restaurants, Wirtshausschilder ergänzten seine Vielseitigkeit. Er wurde der „Burgenbauer“ Bubava (Burgenbauer Vassillière) des Neckartales. Er starb nur drei Jahre nach seiner Frau und hinterließ drei Kinder.

## Bauten

### Bauten in und um Berlin
- Marienkapelle in Großbogendorf[6]
- Heilige-Drei-Könige-Kirche, Rahnsdorf
- Christkönigkirche in Uetersen[7]
- Haus Wachter in Kleinmachnow[8]
- Haus Köhler in Kleinmachnow[9]
- Wohnhaus von Jochen Klepper, Teutonenstraße 23, Berlin[10]
- Doppelwohnhaus Nickisch-Rosenegk-Straße 11/11A, Berlin[11]

### Denkmalpflegerische Arbeiten
Burgen und Schlösser
- Kaiserpfalz in Wimpfen – Instandsetzung des Steinhauses mit Freilegung des siebenteiligen Fensters[12]
- Rathaus Bad Wimpfen – Umbau und Renovierung (1953)[13]
- Burg Guttenberg – Anbau einer Burgschenke. Restaurierung der Wehrmauern und Türme (1952)[14]
- Burg Hornberg – Einbau einer Burgschenke in den ehemaligen Marstall. Anbau eines Gästehauses und Restaurierung der Burgruine (1952)[15]
- Schloss Michelbach an der Bilz bei Schwäbisch Hall – Umbau als höhere Lehranstalt (1954)
- Götzenburg Jagsthausen – Einbau einer Burgschenke in die Götzenburg. Restaurierung der Ruine (1953)
- Schloss Weitenburg bei Horb – Einbau eines Schlossrestaurants (1954)
- Burg Ravensburg bei Eppingen – Einbau einer Burgschenke (1953)[16]
- Schloss Heinsheim – Anbau eines Schlossrestaurants an das Schloss. Instandsetzung des Schlosses (1955)[17]
- Burg Zwingenberg – Instandsetzungsarbeiten der Burg (1955)
- Schloss Vellberg bei Schwäbisch Hall – Restaurierung[18]
- Burgruine Weibertreu – Freilegung und Instandsetzung der Burgruine in Weinsberg (1958)[19]
- Deutschordensschloß Neckarsulm – Einbau eines Zweiradmuseums und eines Restaurants (1958)[20]
- Schloss Horneck – Instandsetzung des Schlosses und Restaurierung (1959)[21]
- Schloss Eschenau – Instandsetzung und Umbau[22]
- Burg Hirschhorn – Umbau der Burg als Hotel und Gaststätte (1959)[23]
- Burgruine Eberbach – Freilegung und Instandsetzung
- Schloss Unterboihingen – Umbau der historischen Scheune in ein Wohnhaus
- Schloss Neuhaus bei Grombach – Umbau und Instandsetzung des Schlosses
- Schloss Möckmühl – Instandsetzung der Propstei

Kirchen und Kapellen
- Ausbau und Erweiterung der Ritterstiftskirche in Bad Wimpfen/Tal (1949–1966)
- Restaurierung der evang. Kirche in Heinsheim
- Restaurierung der evang. Burgkapelle bei Schloss Guttenberg
- Errichtung einer Friedhofskapelle in Heinsheim
- Ehrenfriedhof für die Gefallenen in Heinsheim
- Ehrenfriedhof für die Gefallenen in Bad Wimpfen
- Ehrenfriedhof für die Gefallenen in Jagsthausen
- Erweiterung der Familiengrabstätte Götz von Berlichingen in Jagsthausen

## Schriften
- Joseph Müller: Prosa und Gedichte in Aachener Mundart, Illustrationen von J. Vassillière, 4. Auflage 1925.
- Notizen – Weltbetrachtungen von Dr. Carl Sonnenschein (1926–28) – Heft 1 und 6 mit Illustrationen von J.Vassillière
- Typenhaus und Landschaft von Josef Vassillière, 1947, Kohlhammer Verlag
- Neues von alten Bauten in Bad Wimpfen von Josef Vassillière 1947, Kohlhammer Verlag.
- Regia Wimpina, 1948
- Ein Bummel durch Bad Wimpfen von Josef Vassillière – wird heute noch aufgelegt.
- Gundelsheim. Ein Führer durch die Deutschordens-Stadt von J. Vassillière 1978, Verlag Otto Welker, Neckarsulm.